# Navutoka
Navutoka (auch: Navutonga) ist ein Ort in der Inselgruppe Tongatapu im Süden des pazifischen Königreichs Tonga.
Im Jahr 2021 hatte Navutoka 681 Einwohner.

## Geographie
Der Ort liegt zusammen mit Manuka im Osten der Insel im Distrikt Lapaha am Ufer der Piha Passage.
Im Westen schließt sich Talafoʻou an und im Osten Kolonga.

## Klima
Das Klima ist tropisch heiß, wird jedoch von ständig wehenden Winden gemäßigt. Ebenso wie die anderen Orte der Tongatapu-Gruppe wird Navutoka gelegentlich von Zyklonen heimgesucht.